# 茂朱郡

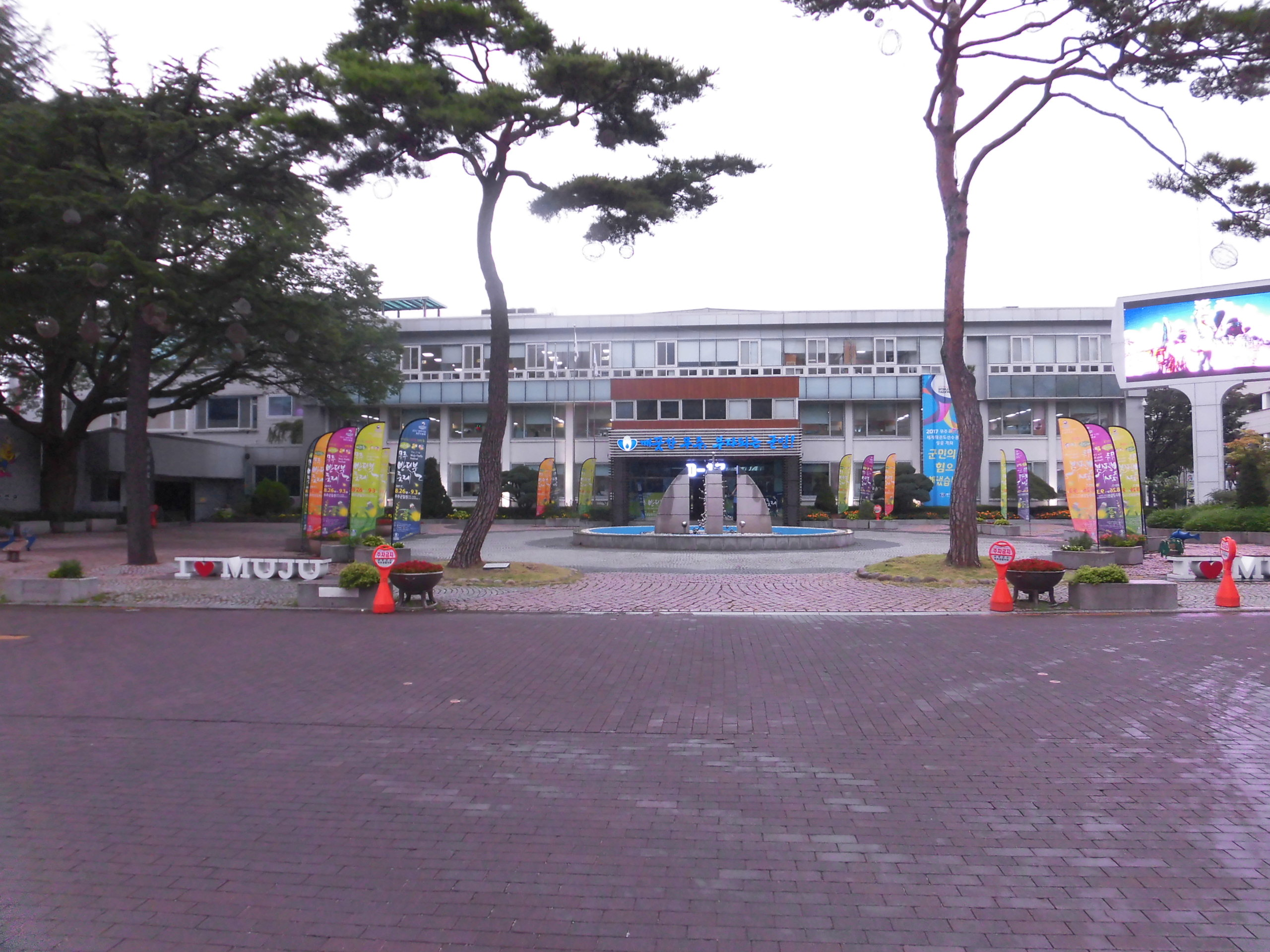
茂朱郡庁

茂朱郡（ムジュぐん，もしゅぐん）は、大韓民国全北特別自治道の北東部にある郡である。郡の北東部を忠清北道永同郡、北西部を忠清南道錦山郡、西部を鎮安郡、南西部を長水郡、東部を慶尚北道金泉市、南部を慶尚南道居昌郡と接している。春のツツジや冬の樹氷などで知られる徳裕山があり、主峰・香積峰（標高1,614m）を中心とした連峰を形成している。
冬になると、黄海を超えてきた湿った大気が、徳裕山や小白山脈にぶつかるため積雪が多く、スキー場も設けられている。1997年冬季ユニバーシアードは茂朱郡で開かれた。2010年、2014年の冬季オリンピック国内候補地を江原道平昌郡と争い、いずれも敗れた経緯を持つ。

## 歴史
- 1914年4月1日 - 郡面併合により、錦山郡富南面が茂朱郡に編入。茂朱郡に以下の面が成立（6面）。
  - 茂朱面・茂豊面・雪川面・赤裳面・安城面・富南面
- 1979年5月1日 - 茂朱面が茂朱邑に昇格（1邑5面）。

## 行政

行政区域図

### 行政区域
| 邑・面 | 法定里                                                                         |
| ------ | ------------------------------------------------------------------------------ |
| 茂朱邑 | 邑内里、堂山里、吾山里、長白里、内島里、大車里、龍浦里、佳玉里                 |
| 茂豊面 | 金坪里、徳地里、三巨里、銀山里、曽山里、池城里、哲木里、県内里                 |
| 雪川面 | 基谷里、清涼里、吉山里、所川里、大仏里、美川里、長徳里、斗吉里、深谷里、三公里 |
| 赤裳面 | 斜川里、斜山里、三加里、三柳里、槐木里、芳梨里、北倉里、浦内里                 |
| 安城面 | 場基里、貢進里、竹川里、公正里、徳山里、琴坪里、沙田里、真道里                 |
| 富南面 | 長安里、大所里、大柳里、柯堂里、屈岩里、高昌里                                 |

### 警察
- 茂朱警察署

### 消防
- 茂鎮長消防署
  - 茂朱119安全センター

## 交通

### 高速道路
- 統営-大田・中部高速道路
  - 徳裕山インターチェンジ - 茂朱インターチェンジ

## 観光
- 徳裕山国立公園
- 茂朱リゾート
- 安国寺
- テコンドー園
- 茂朱ホタル祭り[2][3]

## 外部サイト
- 茂朱郡公式サイト（韓国語） 他に英語・中国語・日本語サイトあり